# Bai-brun
 (mai 2022).
Vous lisez un « bon article » labellisé en 2013.
Noir pangaré - Noir et feu
Robe du cheval
Le bai-brun  (en France et de façon erronée : noir pangaré ) est une couleur de robe du cheval, caractérisée par un pelage en grande partie noir, notamment la crinière, la queue et les jambes. La principale différence visible entre robe noire et bai-brun est la présence de zones rousses ou fauves autour des naseaux, des flancs, des grassets, des coudes, du ventre, des ars, et à l’intérieur des cuisses. Robe de base, le bai-brun peut s'accompagner de marques blanches, et être modifié par l'action de différents gènes comme le Rouan, le Dun ou le Crème.
Bien qu'elle soit identifiée phénotypiquement, cette robe n'est pas toujours reconnue séparément dans la pratique. Elle possède un nom spécifique en français, en anglais et en allemand, mais éleveurs, propriétaires et associations équestres la confondent souvent avec le bai foncé et le noir. C'est notamment le cas en Espagne, au Portugal, et pour un grand nombre d'associations de races de chevaux. L'identification visuelle peut se révéler délicate, en raison de confusions avec le bai fumé et la robe noire « décolorée » au soleil.
Le statut du bai-brun fait l'objet de recherches scientifiques depuis la fin du XXe siècle. Le Dr Dan Phillip Sponenberg avait supposé que cette robe ait pour origine l'action du pangaré sur une base noire, d'où le nom de « noir pangaré », adopté officiellement en France en 1999. Le séquençage des gènes de ces chevaux n'a jamais permis d'y détecter un génotype noir récessif. Stefan Rieder montre en 2001 une robe épistatique avec le noir, le bai et l'alezan, dépendant de la protéine MC1R. Il postule qu'elle soit synthétisée grâce à l'un des trois allèles d'Extension (« E »), encore non détecté, qu'il nomme At, en interaction avec la protéine ASIP du gène Agouti. La répartition du noir sur cette robe serait déterminée par cet allèle At, dont la localisation précise reste à déterminer. 

## Terminologie
« Il est plus légitime d’appeler notre « noir pangaré » bai-brun que « pangaré », puisque le gène « pangaré » n'intervient pas du tout ».

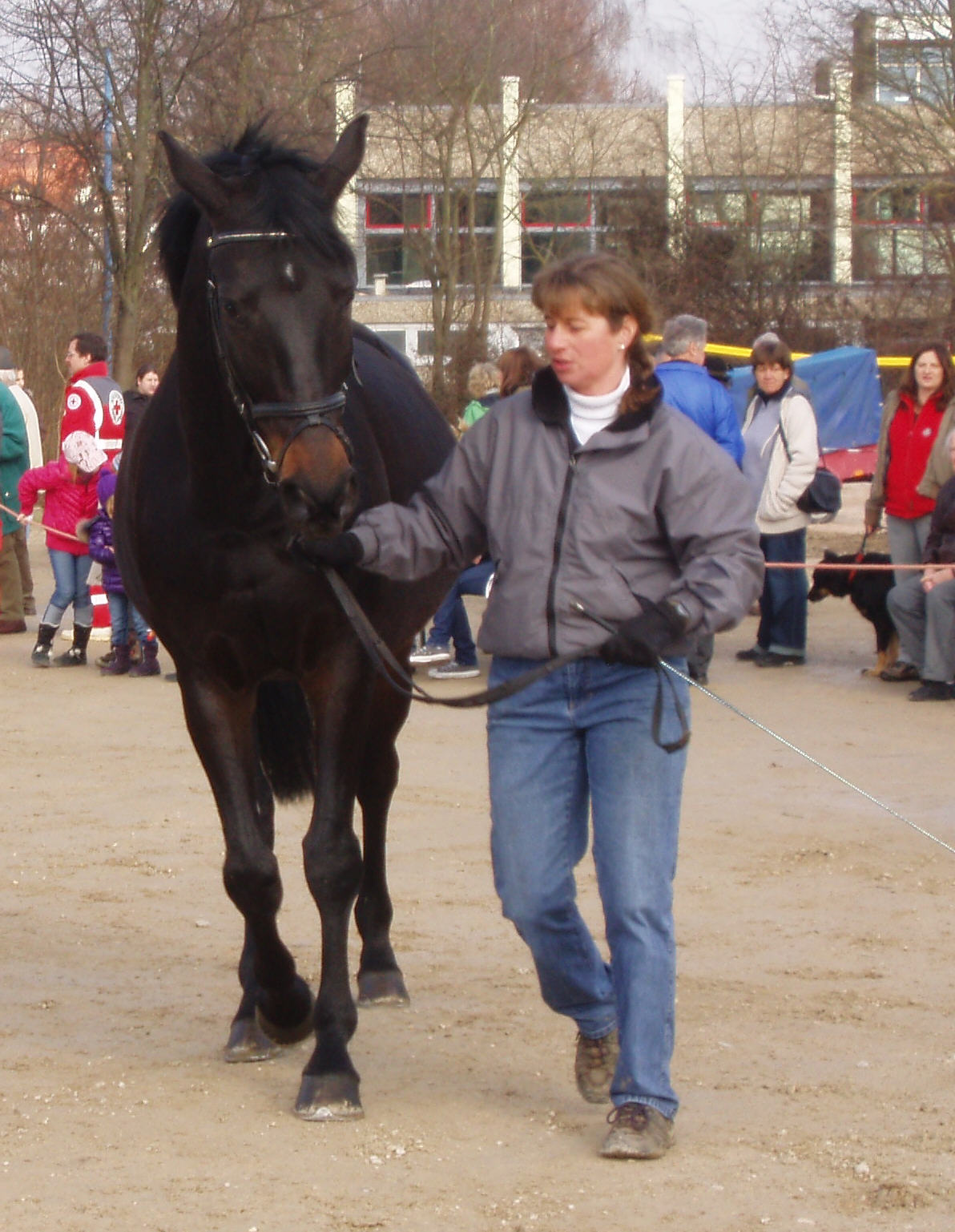
Un cheval bai-brun en Allemagne, où cette robe est reconnue individuellement sous le nom de Schwarzbraun.

Le nom « bai-brun » est employé au moins depuis le XVIIIe siècle :

« Le bai-brun est précisément un poil noir, mal teint ; le cheval a des marques rouges au nez, aux flancs et au bas des fesses, et l'on dit alors, marqué de feu »

— Philippe-Étienne Lafosse, Guide du maréchal

« On signale ordinairement bai brun un cheval dont le poil est noir, pour peu qu'il présente ces marques d'un rouge pâle ou vif. »

— Félix Lecoq, Traité de l'extérieur du cheval et des principaux animaux domestiques
Traditionnellement, en français, les parties brunes-rousses de cette robe peuvent être nommées des « marques à feu ».
Le terme « noir pangaré » est officialisé par les Haras nationaux français dans la nouvelle nomenclature des robes équines, parue en 1999, pour ces chevaux qui, auparavant, étaient nommés « bai-brun » ou « bai-brun foncé », et inclus dans la famille de robes du bai. Cette nomenclature française pose un problème, car ces chevaux ne sont génétiquement pas noirs, ni porteurs de pangaré, ce qui peut induire en erreur. De plus, l'ancien nom de cette robe, employé avant 1999 (bai-brun ou bai-brun foncé), reste d'usage dans toute la francophonie. Amélie Tsaag Valren et Virginie Népoux (docteur en biologie), qui ont soulevé le problème, ont donc proposé, dans un article de la revue Cheval Savoir puis dans leur ouvrage, une nouvelle terminologie sous le nom de Noir et feu, ou le retour à l'ancienne dénomination de bai-brun, pour désigner cette robe,. 
La désignation de cette robe en anglais est seal brown (littéralement : « brun phoque »). Les personnes qui ne sont pas spécialistes des chevaux peuvent employer des termes comme « brun » ou « marron » (brown, en anglais), en particulier pour désigner les différentes variantes de la robe baie, dont le bai-brun. Dans certaines langues, cette robe est nommée « noir et feu » (un terme employé pour les chiens du type rottweiler). En espagnol et en portugais, les chevaux noir et bai-brun sont confondus sous le même nom, respectivement Prieto et Preto. L'allemand différencie bien cette robe du bai et du noir, sous le nom de Schwarzbraun (« noir-brun »). En Argentine, elle est nommée zaino fuego pangaré.

## Identification

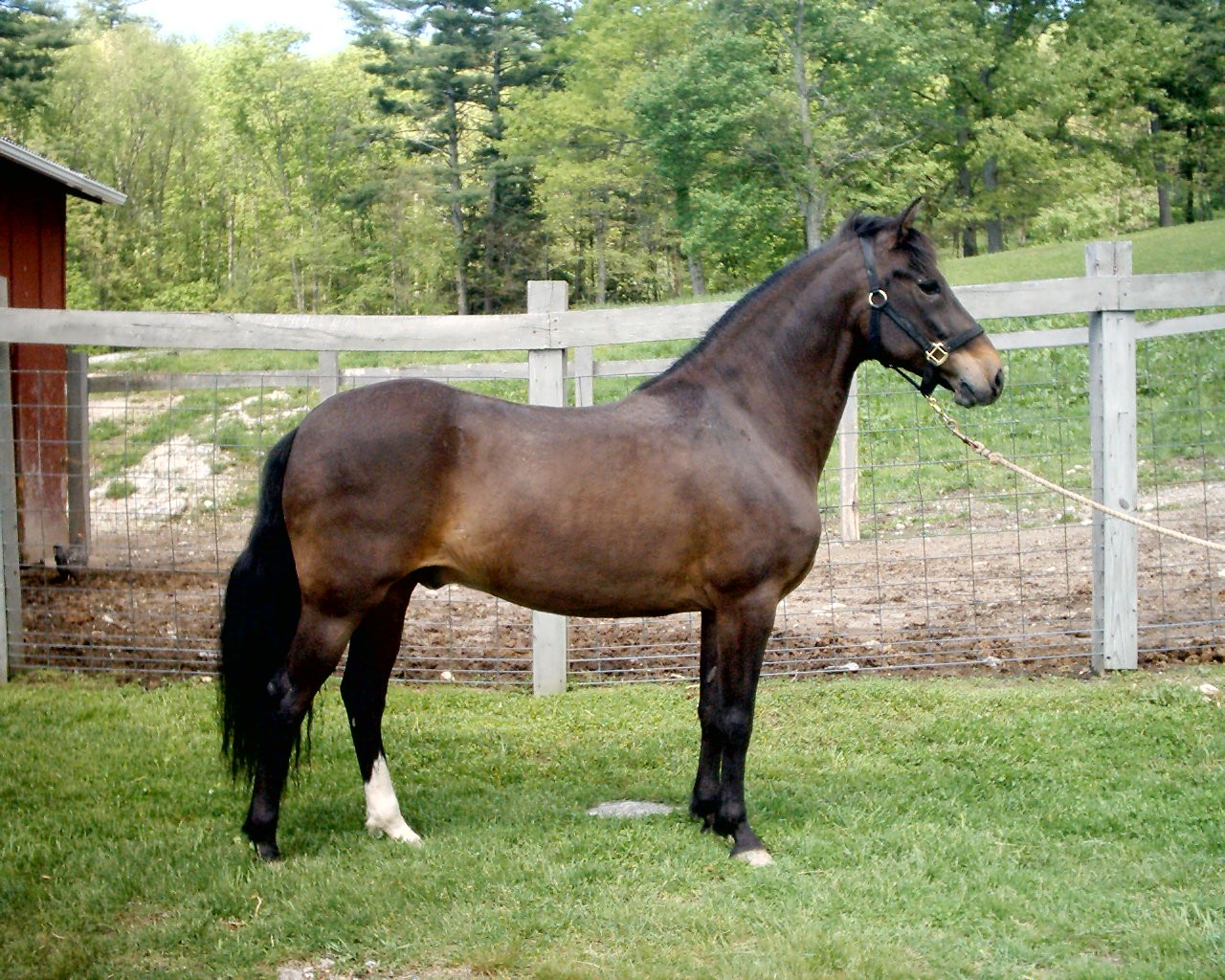
La présence des décolorations typiques de la robe et l'absence de riches zones fauves dans le pelage indiquent que ce cheval est peut-être un bai-brun clair.

La distinction entre bai-brun, noir et bai foncé étant récente, les opinions divergent pour désigner une robe bai-brun. Dans son ouvrage de référence Equine Color Genetics (ouvrage américain de 2003, jamais traduit en langue française), le Dr Dan Phillip Sponenberg écrit qu'« en général, toutes les robes sombres portant des zones noires plus claires qu'un noir véritable, mais plus foncées que le bai, sont nommées brown » (« In general, all dark colors with black points that are lighter than black but darker than bay are called brown »). Dans ce même ouvrage, il classe les chevaux ayant des crins et des membres noirs ainsi qu'un pelage dans toute nuance de « marron », comme étant des bais (bay), et les robes aux crins et aux extrémités des membres noirs auxquels s'ajoute une teinte noire à l'extrémité du pelage, comme des « brown » : As a general rule, better accuracy is achieved by distinguishing brown from bay by the presence of sooty countershading.. Cette définition, bien que précise, n'est pas exacte à la lumière de découvertes plus récentes.
Le véritable bai-brun est décrit comme un cheval noir ou quasiment noir, avec des zones de couleur rousse ou brun-fauve localisées dans des régions du corps spécifiques : autour des naseaux et des yeux, à l'intérieur des oreilles, sur la partie inférieure des flancs, sur les grassets, les coudes, le ventre, les ars et l’intérieur des cuisses,,,,. Comme toutes les autres robes, le bai-brun se décline dans différents tons. La version la plus foncée est presque entièrement noire, à l'exception de quelques zones fauves. Les plus clairs sont fréquemment confondus avec des bais. Une chose est sûre : la crinière, la queue et les membres sont toujours noirs.

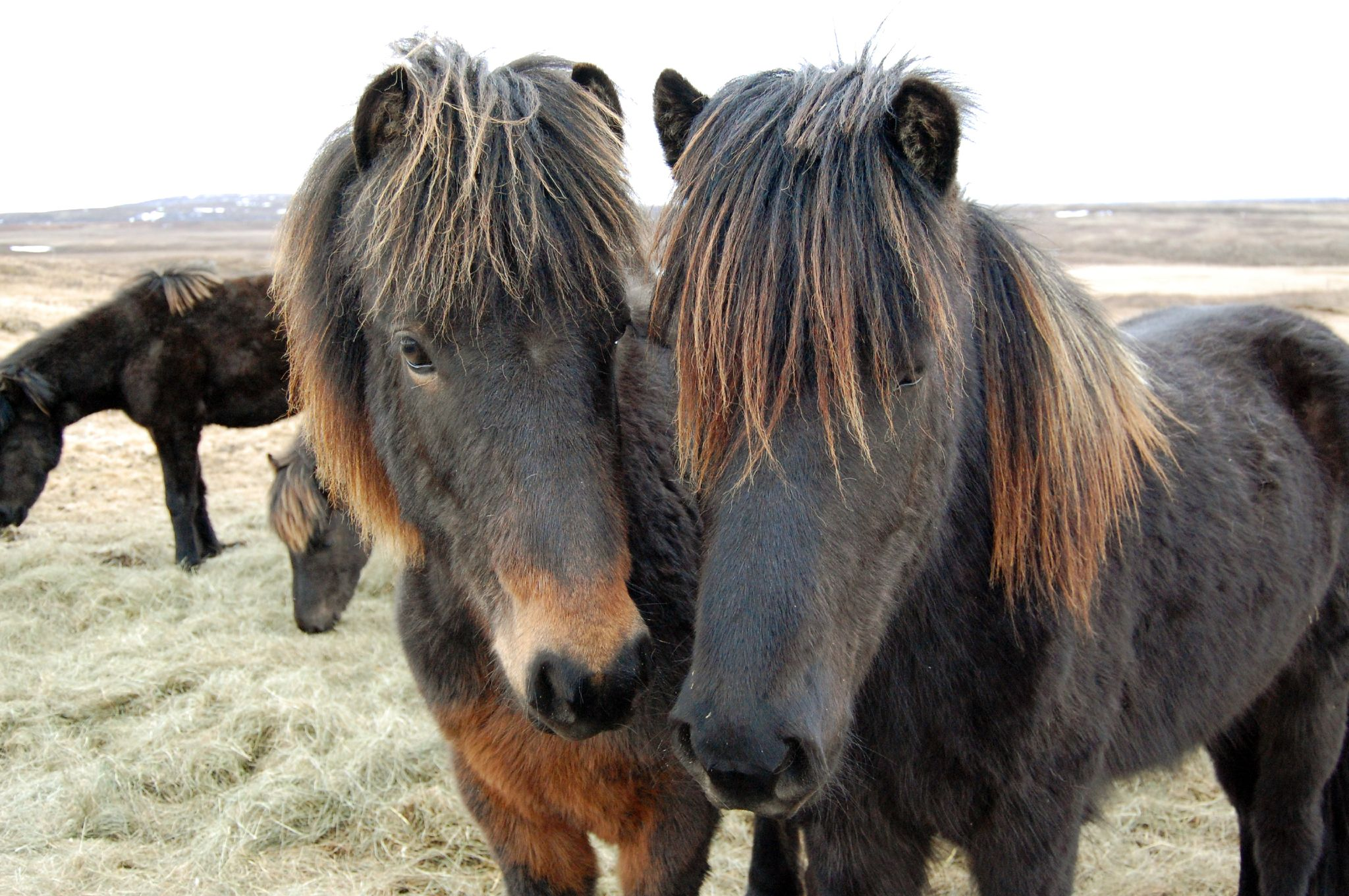
Le cheval de gauche est un bai-brun, celui de droite un noir dont les crins sont décolorés.

Une façon de différencier un cheval noir décoloré sous l'action du soleil, d'un cheval bai-brun, est de regarder le contour de ses yeux : chez le cheval noir, il est parfaitement noir. À l'inverse, les chevaux bai-brun ont le contour d'œil marron. Un test génétique avait été développé, mais en raison de ses résultats trop aléatoires, a depuis été retiré du marché,.

### Reconnaissance officielle

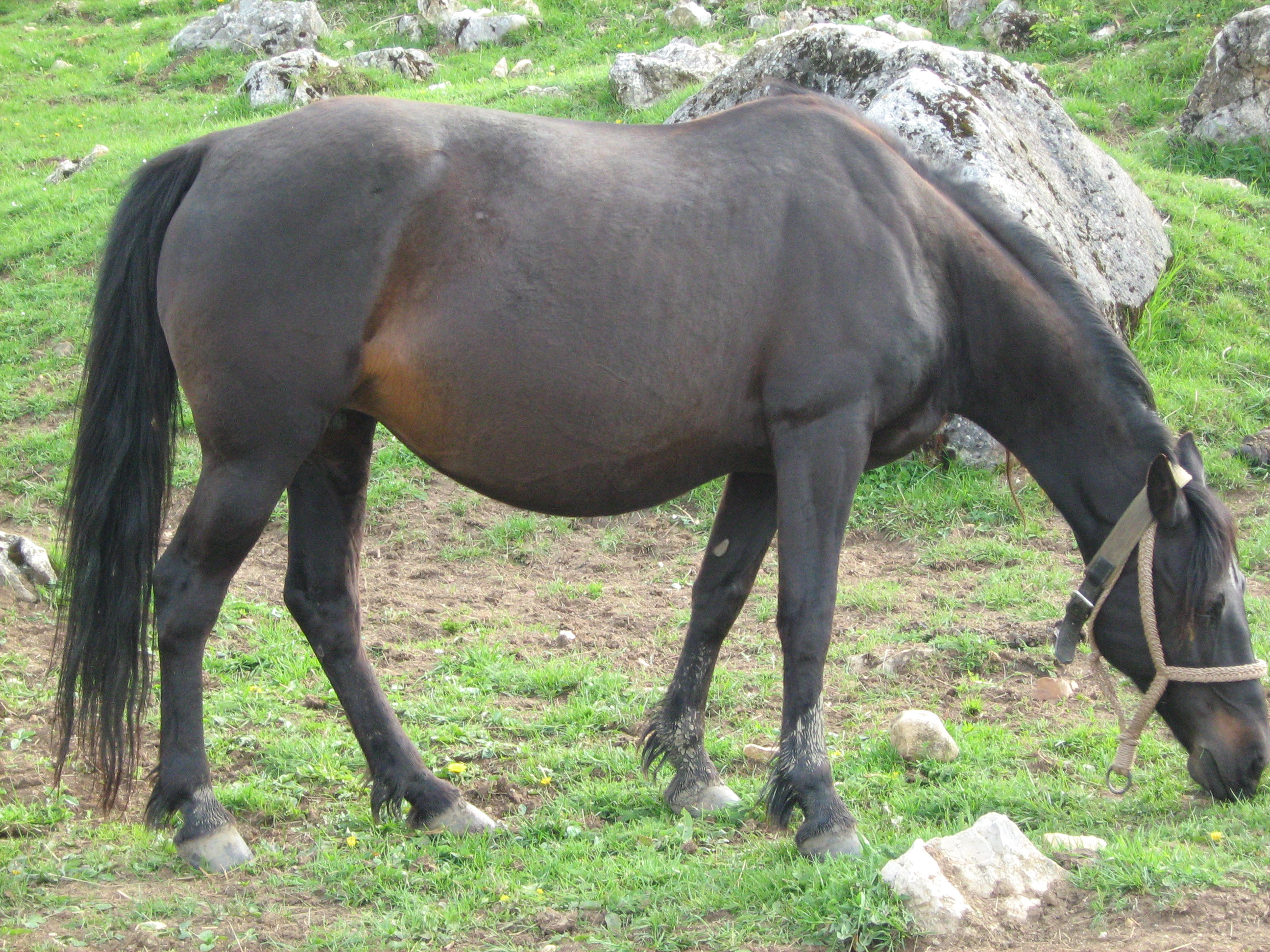
Cette jument pleine est un excellent exemple de bai-brun.

Tous les registres d'élevages et stud-books ne reconnaissent pas le bai-brun comme une robe séparée. En France, cette robe a toujours été nommée d'une façon spécifique : « bai-brun » jusqu'en 1999, « noir pangaré » depuis, l'obligation d'identification des chevaux obligeant tous les éleveurs et propriétaires français à employer cette nomenclature officielle. Aux États-Unis, cette robe est nommée seal brown par les spécialistes de la génétique, mais pas toujours reconnue des éleveurs et propriétaires. L’American Quarter Horse Association et l’American Paint Horse Association classent ces animaux comme étant des « browns » (bruns). L’association internationale du cheval arabe classe tous les chevaux non noirs avec quelques teintes proches du bai dans la famille de ces derniers. D'autres registres, en particulier The Jockey Club, qui enregistre les Pur-sang, et l’Appaloosa Horse Club, emploient les termes « dark bay or brown » (bai foncé ou brun), afin de lever l'ambiguïté de terminologie et d'identification. En Allemagne, les chevaux schwarzbraun (noir-brun) sont reconnus séparément.

### Marques blanches

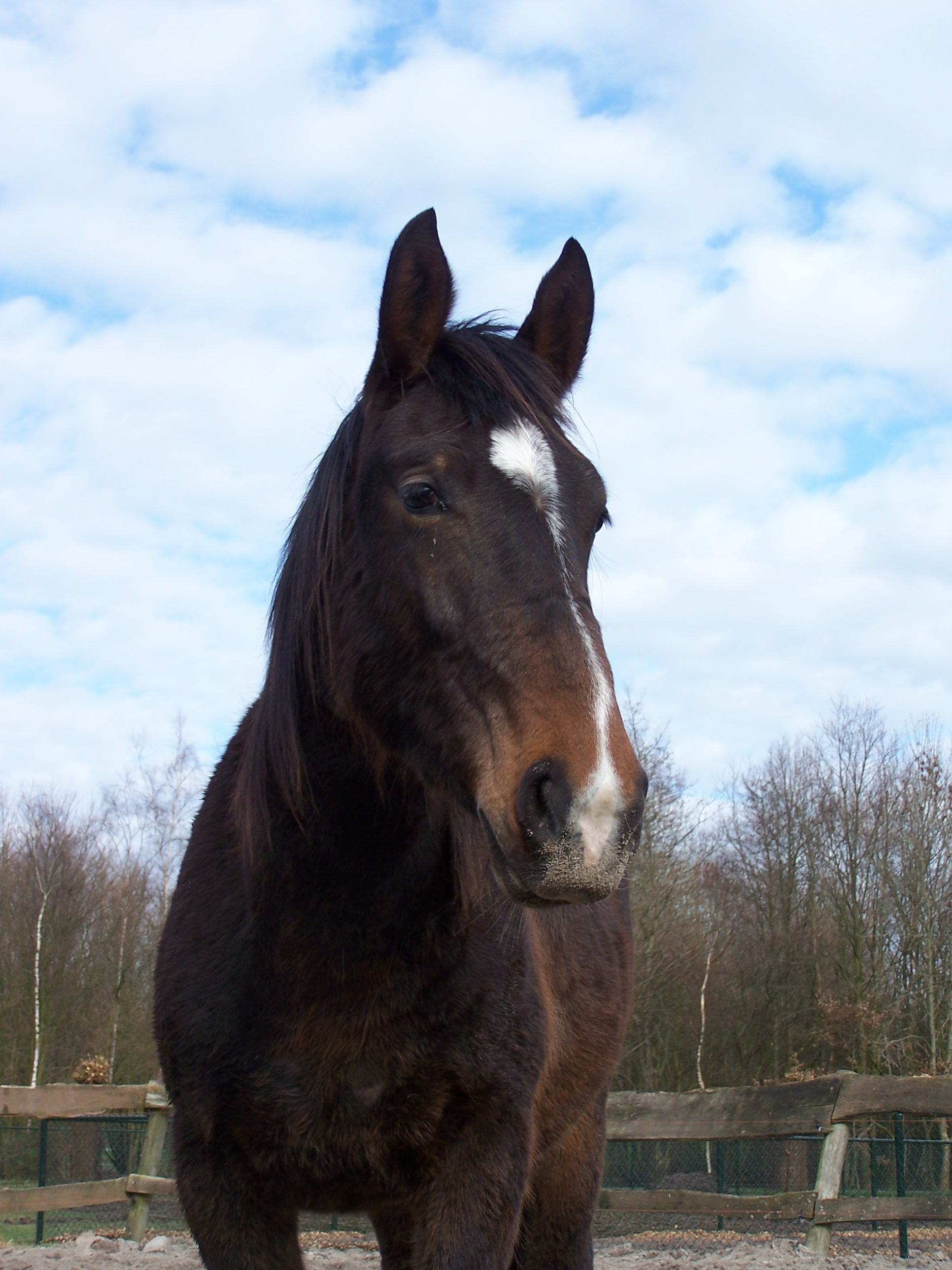
Cheval bai-brun avec une liste en-tête.

Un cheval bai-brun peut présenter des marques blanches sur la tête (étoile en tête, liste...) ou au bas des membres (balzane). Ils présentent alors des zones dépigmentées (à la peau rose), et sous leurs balzanes, des pieds à la corne claire ou striée. Si les marques blanches atteignent le niveau des yeux, un œil ou deux yeux bleus sont possibles.

### Confusions
Certaines robes peuvent être confondues avec le bai-brun, en particulier l'alezan brûlé, le bai foncé, certaines manifestations du gène Dun et du gène Silver, les chevaux noirs décolorés au soleil, et le bai fumé. L'alezan brûlé est caractérisé par une couleur « marron » très foncée sur tout le corps, mais ses crins et le bas de ses membres ne sont pas noirs. Le bai-brun ne doit pas non plus être confondu avec le « chocolat », terme utilisé par certains registres de races pour se référer à un cheval dont la robe est indéterminée entre bai foncé, noir et alezan brûlé, sans les caractéristiques supplémentaires du bai-brun. Le Brown dun, résultat du gène de dilution dit Dun sur une robe de base bai-brun, présente des marques primitives incluant au moins une raie de mulet. Ces marques sont noires. La couleur de la robe du cheval est entre le gris souris classique, et le jaune-sable de l'Isabelle.

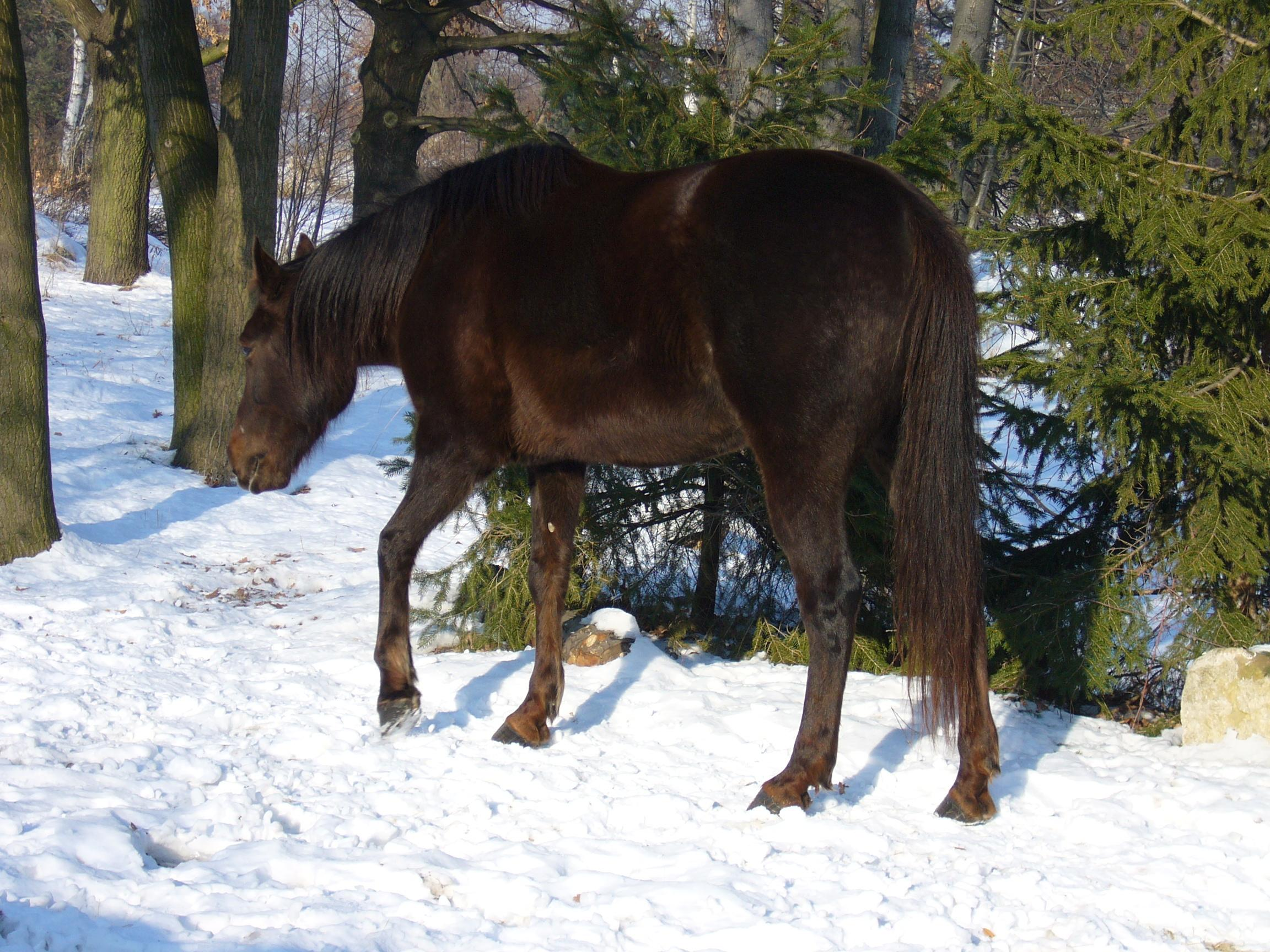
Ce cheval est très proche d'un bai-brun, mais la teinte « marron foncé » de ses crins et du bas de ses jambes révèlent un alezan brûlé.
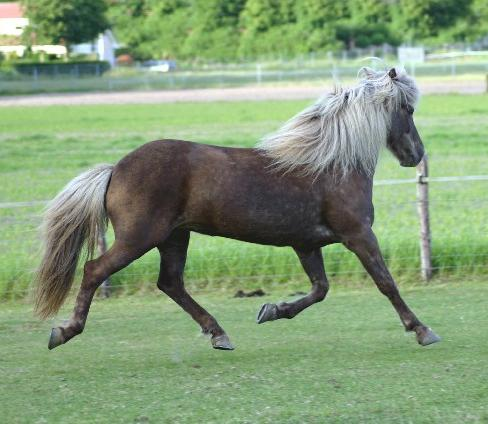
Un cheval noir porteur du gène Silver, qui se distingue du bai-brun par la couleur claire de ses crins.
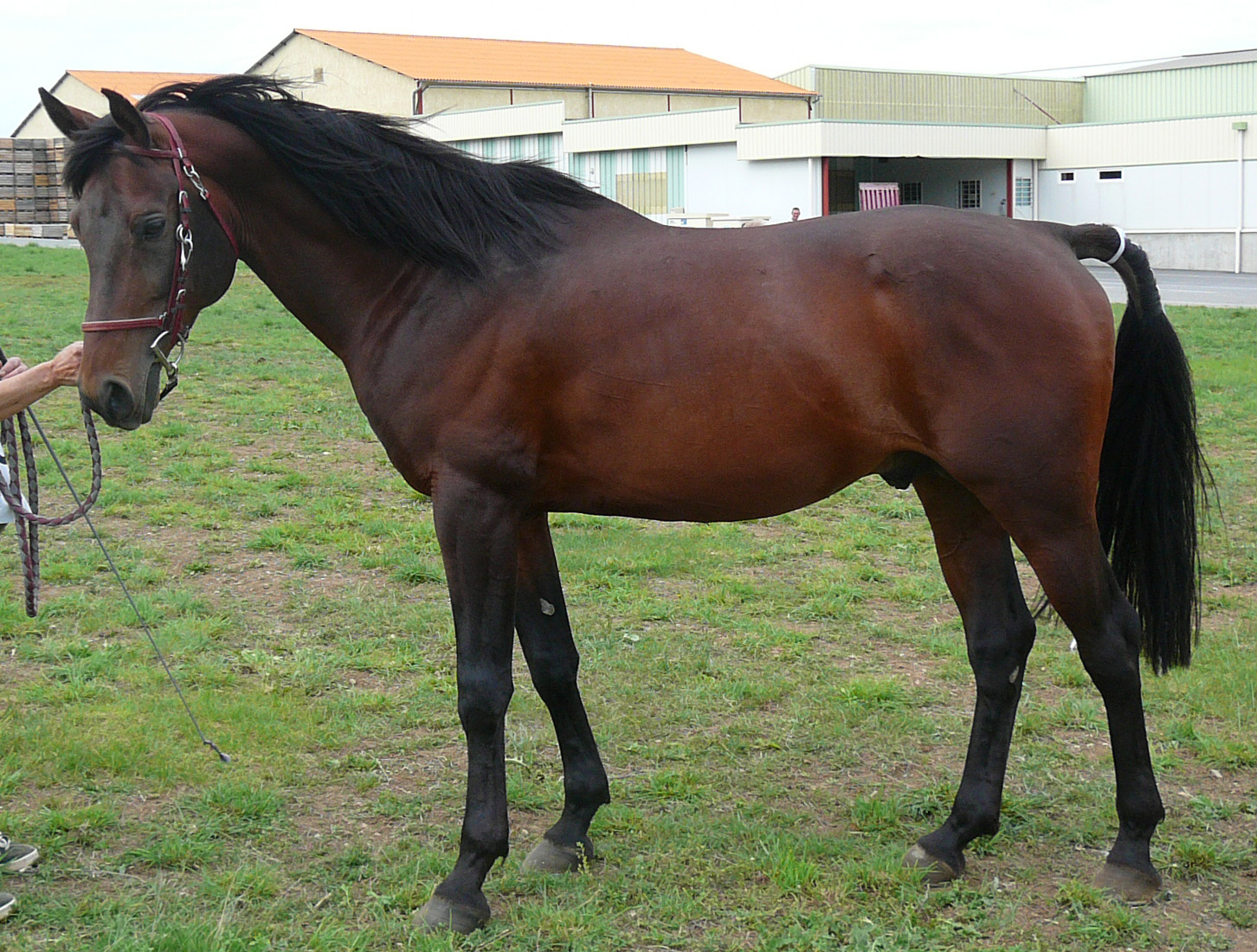
Un bai foncé, qui ne présente pas les points de couleur plus clairs du bai-brun.

#### Noir « décoloré »

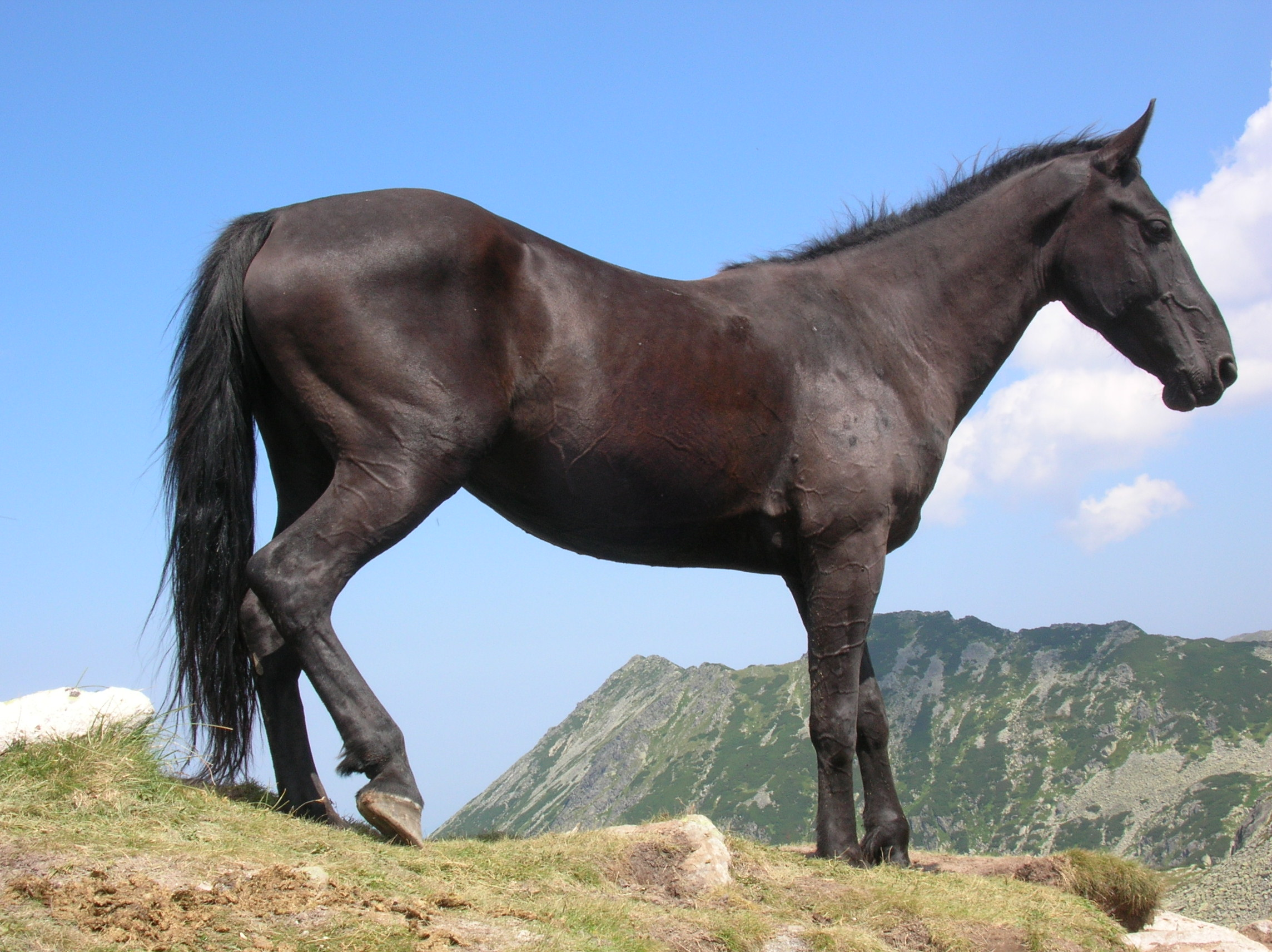
Ce cheval noir paraît brun à la suite de l'action du soleil et des intempéries.

La plupart des chevaux noirs qui vivent toute l'année en plein air se « décolorent » sous l'action du soleil et des intempéries, phénomène bien connu des éleveurs et propriétaires de chevaux. Leur robe perd son aspect velouté pour adopter des reflets marron ou roux persistants, surtout au niveau des crins. En anglais, ils sont nommés raven black (« noir corbeau ») par opposition au jet black (« noir de jais »), et en Autriche, sommer rappe (noir d'été). Cette particularité tend à provoquer des confusions entre la robe noire, le bai-brun, le bai foncé et l'alezan brûlé,,. La décoloration n'affecte toutefois que la surface des crins et du pelage : une tonte ou un examen minutieux révèlent facilement la nature de ces chevaux. Comme les chevaux noirs, ceux bai-brun peuvent être affectés par ces décolorations du pelage, qui les feraient passer pour des bais foncés.

#### Baisooty

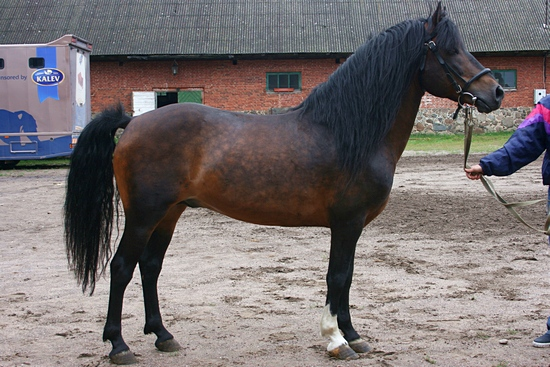
Cheval estonien bai « sooty ».

Le bai foncé porteur de fumé est très difficile à distinguer visuellement du bai-brun. Le fumé a pour particularité de rendre noire l'extrémité des poils. Le moyen le plus sûr de le vérifier est d'observer les zones du pelage où le poil est court, après une tonte sur la tête, par exemple : elle sera en théorie plus claire que chez le bai-brun, la robe se révèlera plus proche du bai. Le fumé sur une base baie donne une robe qui est généralement classée visuellement dans la même catégorie que le bai-brun.

## Génétique
Cette robe n'a fait l'objet que de peu d'écrits dans la littérature scientifique. L'apparence du cheval - peau, yeux et couleur du pelage et des crins - est déterminée par des pigments nommés mélanines. Deux types de mélanines sont sécrétés par les mammifères : l'eumélanine, qui est visuellement dans les tons noirs à bruns, et la phéomélanine, dans les tons rouges à jaunes. Des cellules spécialisées dans la peau et les yeux, nommées mélanocytes ou cellules pigmentaires, produisent des mélanines et les déposent dans la peau et les cheveux, en utilisant des réactions chimiques complexes. Les instructions relatives à ces réactions chimiques sont génétiquement codées dans l'ADN, et sont donc héritées. Le bai-brun est une couleur de robe dite « de base » chez le cheval, tout comme l'alezan, le bai et le noir.

### Gènes en présence

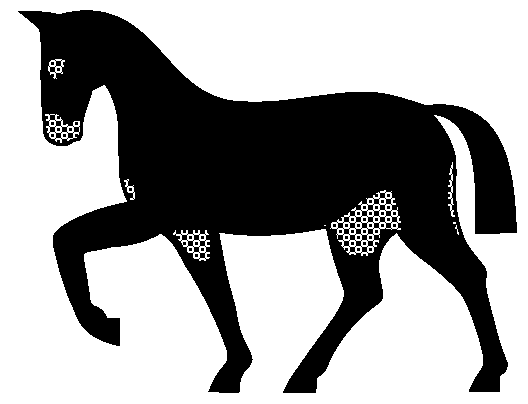
Dessin de la répartition des décolorations brun-roux sur la robe bai-brun.

Une protéine joue un rôle important dans la production d’eumélanine, Melanocortin 1 receptor (MC1R). Le gène qui code une protéine MC1R fonctionnelle occupe le locus (ou position chromosomique) « Extension », symbolisé par la lettre capitale E. L'allèle dominant d'Extension (« E ») donne au cheval un pelage et des crins complètement noirs. La mutation A, ou un changement dans le gène MC1R équin, aboutissent à une protéine MC1R non fonctionnelle qui a été identifiée en 1996. Cette forme du gène est symbolisée par la lettre minuscule e, parfois par Ee ; c'est un allèle récessif. Étant donné que chaque cheval possède deux copies du gène MC1R, une de chaque parent, les chevaux avec une simple copie de l'allèle « e » peuvent encore produire de l'eumélanine dans les crins par complémentation de la copie fonctionnelle. Toutefois, si un cheval est homozygote pour « e », c'est-à-dire qu'il a deux copies de l'allèle non fonctionnel, il est totalement incapable de produire du pigment noir dans les crins. Ces chevaux sont des alezans, ou du moins, ne sont ni noirs, ni bais, ni bai-bruns,.

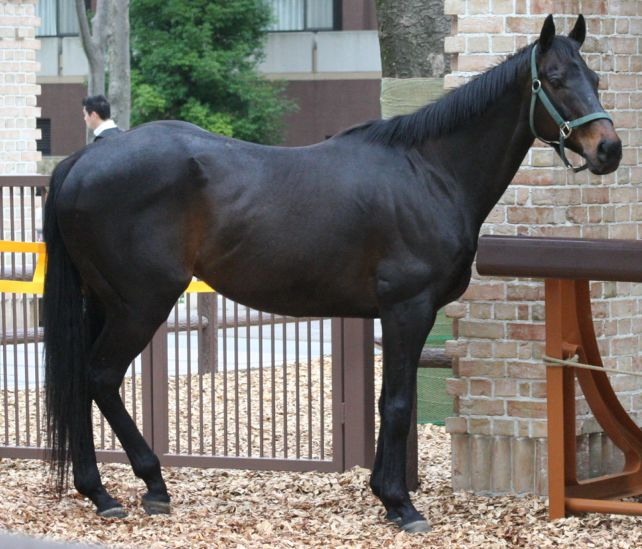
Winning Ticket, jument Pur-sang bai-brun.

La reconnaissance génétique du bai-brun dépend surtout du gène Agouti (ASIP). Il détermine la répartition des parties noires et « marron » du pelage et compte les allèles bay (« A »), black (« a »), ainsi que l'hypothétique black to tan (« At »), qui est le moins documenté. Comme un cheval dispose de deux copies du gène agouti, il existe six possibilités d'assortiments d'allèles (ou génotypes) pour le gène Agouti, résultant en quatre types de robes au niveau phénotypique :
- « A+ » (pour un génotype A/A) Forte restriction des zones noires du pelage, robe dite « sauvage » ;
- « A » (pour les génotypes A/a et A/At), restreint la pigmentation noire à certaines parties du corps du cheval, les crins et le bas des membres, alors que le reste de la robe est de couleur rousse à marron foncé : c'est la robe baie[37] ;
- « At » (pour les génotypes At/At et At/a) faible restriction des zones noires, responsable de la robe bai-brun[38] ;
- « a » (pour le génotype a/a) aucune restriction des zones noires. Lorsque l'allèle dominant du gène Agouti (A) est absent (homozygote récessif « a/a », allèle dit black), le cheval est complètement noir[9],[39].

Un test génétique a été développé pour l'allèle At,, mais il s'est révélé par la suite non fonctionnel. Pour être bai-brun, un cheval doit posséder au moins une copie fonctionnelle du gène MC1R (E/E ou E/Ee) et l'un des génotypes suivants dans le locus d'Agouti : At/At ou At/a.

### Mécanisme

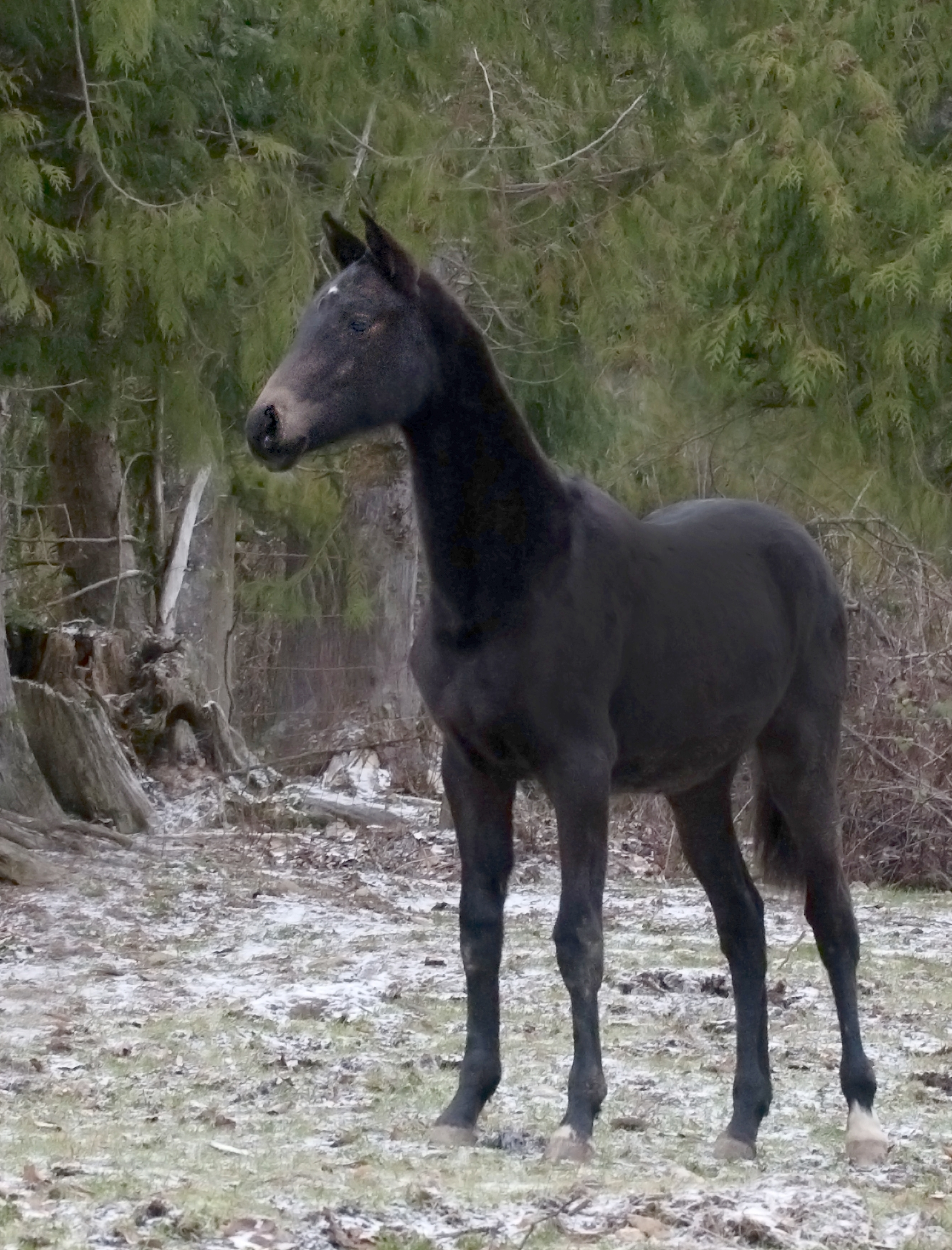
Jeune pouliche Akhal-Teke, dont le bout de nez décoloré trahit la présence d'une robe bai-brun.

Le gène Extension code la protéine MC1R, récepteur transmembranaire de la mélanocortine impliqué dans la synthèse de l'eumélanine. Une simple copie d'un allèle « normal » (E) suffit donc à permettre la synthèse de l'eumélanine et à colorer les poils de noir. Le gène agouti intervient en amont, et produit la protéine ASIP, qui est un antagoniste de MC1R. Une simple copie de l'allèle « normal » (A) suffit donc à bloquer la synthèse d'eumélanine, quels que soient les allèles d'Extension en présence, c'est un cas d'épistasie. Les découvertes les plus récentes lient toutes les robes bai-brun au gène Agouti, en épistasie avec le gène Extension. La répartition du noir et du brun-roux sur la robe bai-brun dépend de l'allèle At. Cet allèle est vraisemblablement dominé par celui de la robe baie, mais le bai-brun est dominant sur le noir.

### Fixation
La fixation de cette robe parmi une population de chevaux est en théorie possible, à condition de n'avoir que des homozygotes E/E At/At. S'il n'existe pas de race chevaline ne portant que la robe bai-brun, en revanche, il ne naît pas de bai-brun parmi les chevaux ayant fixé la robe noire, tels que les Frisons et les Mérens, puisque le bai-brun est dominant sur le noir. Bai et bai-brun peuvent coexister parmi les ressources génétiques de certaines races sans qu'il ne naisse d'individus noirs, comme chez le Castillonnais.

### Gènes modificateurs agissant sur la robe bai-brun
La robe bai-brun étant une couleur de base, plusieurs gènes sont susceptibles d'en modifier l'apparence. D'autres peuvent être présents bien que leur action soit invisible ou peu visible ; c'est le cas du « fumé », dont l'action ajoute une couleur noire à l'extrémité du pelage.
- La robe nommée en anglais Brown Buckskin est issue de la dilution par un unique allèle du gène Crème, les zones noires du pelage ne sont pas affectées ou faiblement, tandis que les zones brun-roux prennent une teinte plus dorée. Les yeux peuvent également devenir plus clairs. Ces chevaux sont très difficiles à distinguer visuellement de ceux véritablement bai-bruns[42].
- La robe Sable champagne résulte de l'effet de dilution du gène Champagne. Comme toujours sous l'action de ce gène, le cheval a les yeux noisette et la peau tachetée. La robe est d'un gris dilué tirant sur le brun violacé, entre les tons chauds du champagne ambre basé sur la dilution du bai, et les tons violacés du champagne classique issu de la dilution de la robe noire[43].
- Brown dun est le résultat de la dilution de la robe par le gène Dun. Comme pour toutes les robes Dun, ces chevaux portent des marques primitives, dont au moins une raie de mulet. Ces marques primitives sont noires, et la couleur de la robe se situe entre le gris ardoise (de la robe souris classique) et le bai dun[27].

Les chevaux bai-bruns peuvent présenter de larges zones de poils blancs sous l'action du gène Rouan, des formes de pie ou du complexe léopard, comme beaucoup d'autres chevaux.

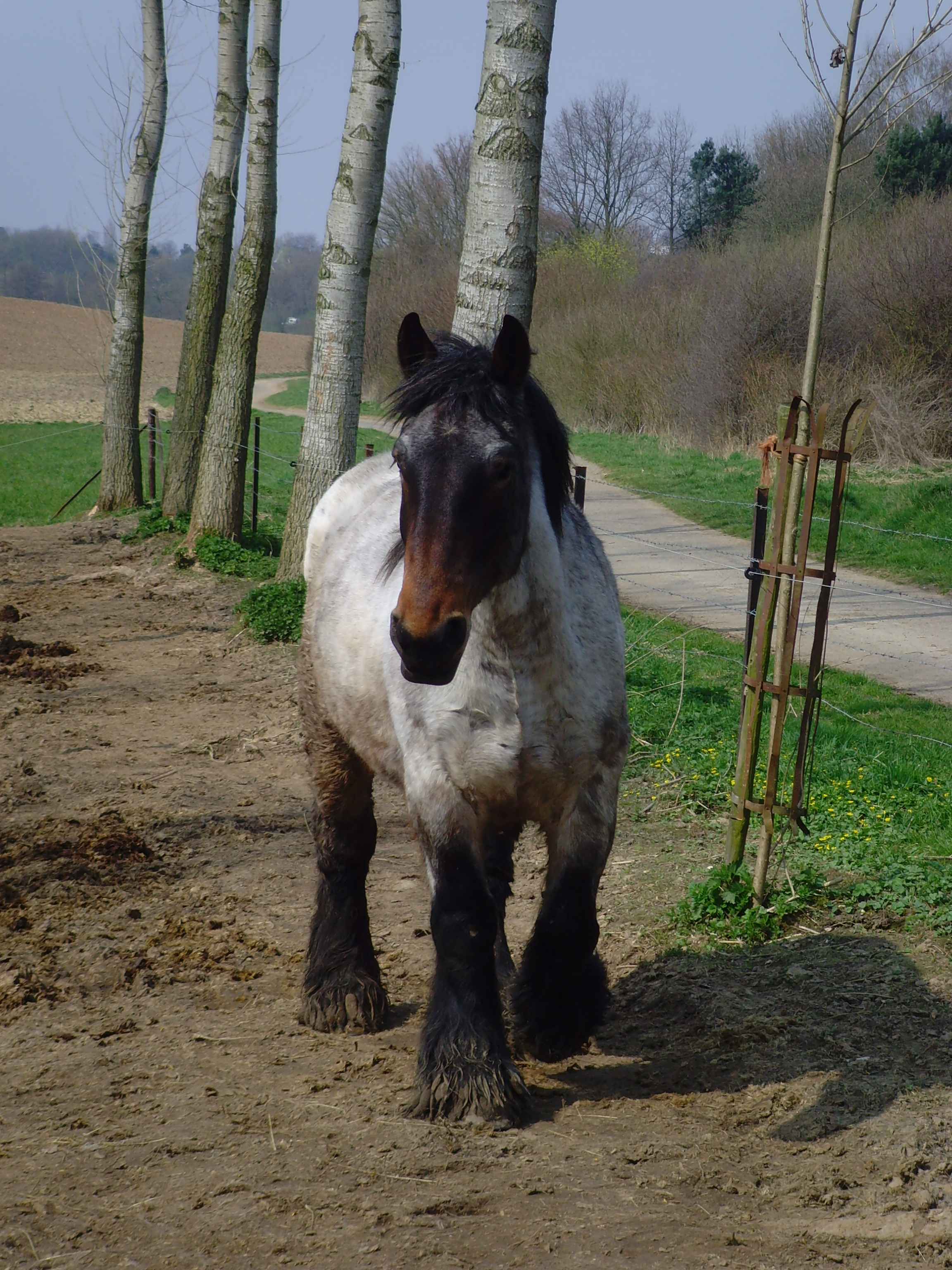
Rouan sur une base bai-brun.
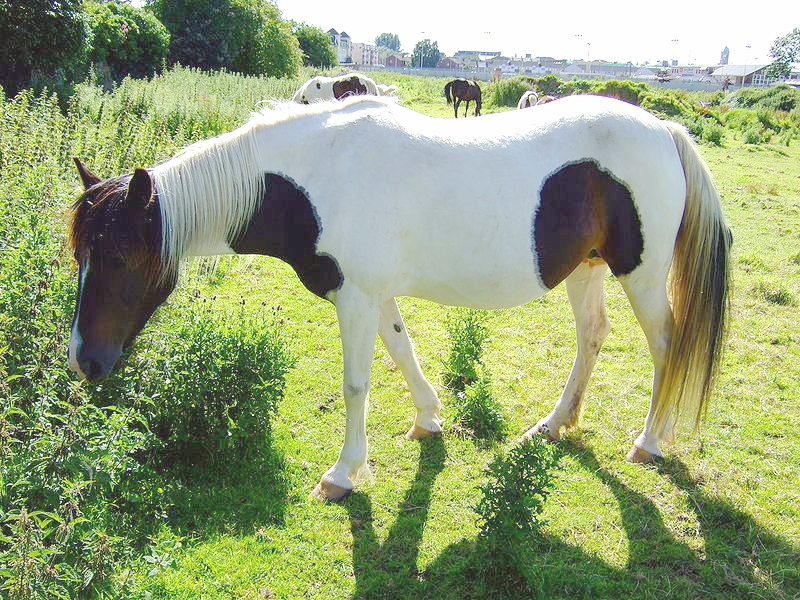
Pie tobiano sur une base bai-brun.
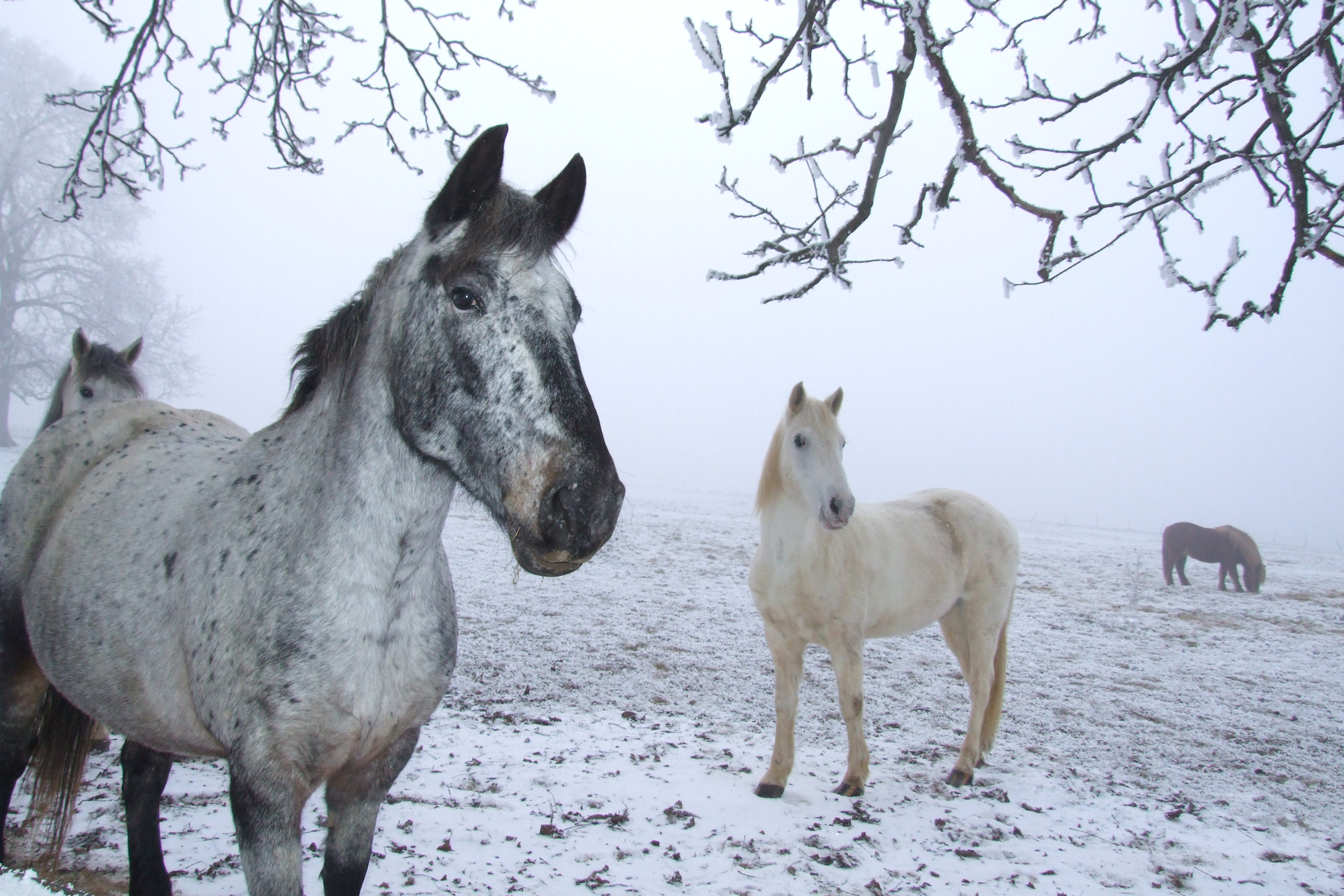
Marmoré sur une base bai-brun.

### Différence génétique entre bai foncé et bai-brun

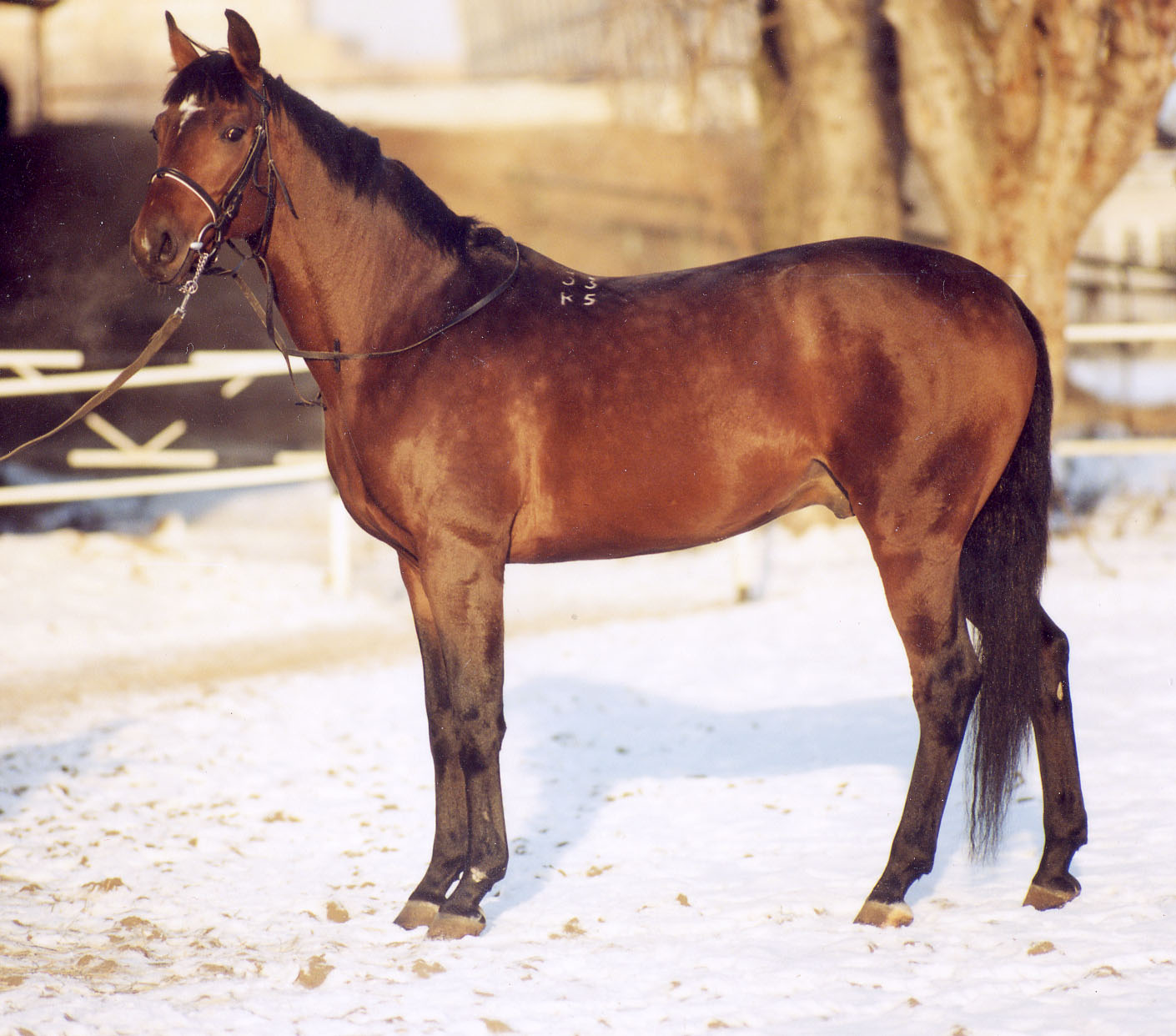
Les riches tons brun-roux, l'apparence pommelée due au fumé, et l'extension relativement restreinte des zones noires du pelage, identifient ce bai foncé.

Les chevaux bais ont toujours la crinière, la queue et le bas des jambes noirs avec un mélange de poils brun-roux pour leur pelage corporel. Ils sont forcément porteurs de l'un des génotypes suivants du locus Agouti : A/A, A/At, ou A/a. Les chevaux bai-brun, qui ont principalement une robe noire, ont des poils brun-roux autour de leur museau, des yeux et des flancs, ils portent l'un des deux génotypes suivants sur le locus Agouti : At/At ou At/a. Les deux couleurs de robe présentent un large éventail de nuances possibles en raison d'une grande variété de facteurs, y compris le blanchiment ou la décoloration des crins noirs, la nutrition et la présence d'un noircissement des poils à leur extrémité.
Les chevaux présentant des zones noires non uniformes sur le pelage sont généralement fumés.
L'équipe de chercheurs francophones ayant développé le test ADN cherchant l'allèle récessif a, juge possible que le phénotype du gène Extension dépende en fait de la dose. Elle a en effet constaté une tendance statistiquement significative montrant que les bai clair seraient hétérozygotes pour l'allèle dominant « sauvage » d'Extension (génotype E/e, également écrit E+/Ee), tandis que les bai foncé seraient plus souvent homozygotes pour le même allèle (E/E). Les auteurs ont reconnu que d'autres facteurs pouvaient jouer un rôle, et qu'il faut étudier le cas à une plus grande échelle.

## Évolution des recherches

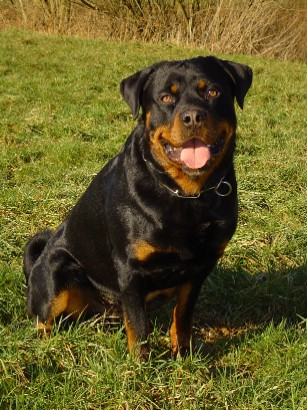
La robe bai-brun du cheval est comparable visuellement aux « marques à feu » chez certaines races de chiens, comme le rottweiler.

Une forme précoce de la théorie actuellement acceptée pour le gène agouti a été présentée pour la première fois en 1951 par Miguel Odriozola dans A los colores del caballo, revue ensuite par William Ernest Castle dans Genetics. Cette théorie prévaut jusque dans les années 1990, quand la découverte de conditions similaires chez d'autres espèces entraîne des explications alternatives.

### « Noir » et « pangaré »

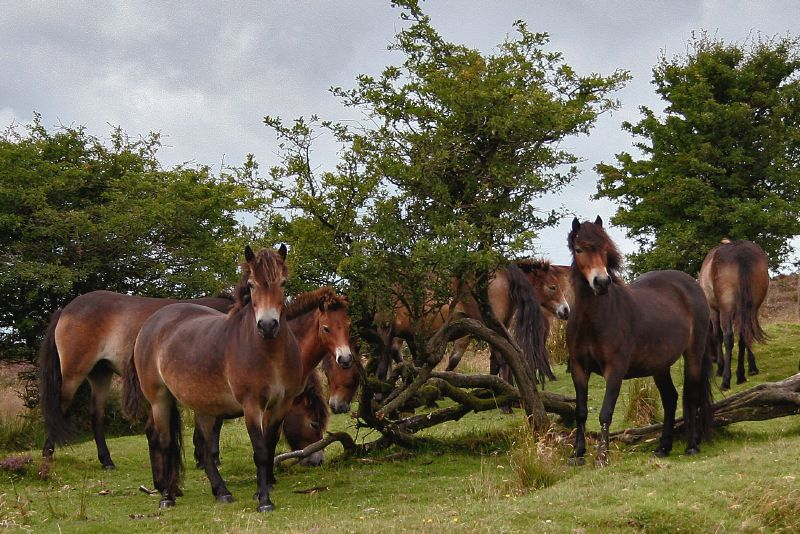
Ces poneys Exmoor possèdent le gène pangaré, qui crée des zones de pelage plus pâles qu'avec le bai-brun.

Jusqu'au début du XXIe siècle, le phénotype du bai-brun, pelage noir ou quasiment avec des parties de pelage brun-rousses sur les régions molles du corps, est décrit comme une robe noire modifiée par le pangaré, nommé en anglais « mealy-factor » : c'est la théorie du Dr Dan Philips Sponenberg, exposée dans la première version de son ouvrage de référence Equine Color Genetics,.
Le pangaré est fréquent chez le cheval de Przewalski et les races dites « primitives », comme le poney Exmoor et l'Ardennais. Il est caractérisé par des poils très clairs, typiquement gris-blanc à jaune pâle, autour des yeux, du museau, et sous le corps. Selon cette théorie ancienne, les chevaux bai-brun possèderaient un génotype Agouti a/a. Dan Philips Sponenberg suggère grâce à cette définition que les chevaux bai-bruns peuvent être distingués des bais fumés grâce à l'intensité de la couleur des zones brun-rousses : « l'effet pangaré est généralement plus clair et plus jaune que les zones résiduelles non noires (qui ont tendance à être plus rouges) chez les chevaux très fumés »,.
Cette théorie est invalidée depuis le séquençage du gène Agouti (ASIP) réalisé en 2001 par Stefan Rieder et son équipe, puisque les chevaux de phénotype bai-brun ne sont pas détectés comme des homozygotes récessifs a/a Agouti.

### Tyrosinase
La Tyrosinase-related protein 1 (TYRP1) est une protéine impliquée dans la synthèse de mélanines. Elle est codée par le gène TYRP1, également appelé locus brown (brun). Chez l'homme, une mutation du gène TYRP1 compte des variations des colorations « normales » de la peau, des cheveux et des yeux, ainsi que les types d'albinismes cliniques. Chez d'autres mammifères, des mutations dans ce gène entraînent divers phénotypes de couleurs de robes dans les tons rouges-bruns : brun chez la souris, chocolat chez le chat et les chiens, « dun » chez les bovins.
Les phénotypes associés aux mutations de TYRP1 sont généralement roux ou chocolat plutôt que dans la teinte noire dominante de la robe bai-brun, et donnent le plus souvent une peau brun-rose et des yeux clairs, ce qui n'est pas le cas pour les chevaux bai-brun. Comme la précédente, cette théorie sur le rôle de TYRP1 a été exclue après le séquençage de Rieder et de son équipe en 2001.

### Extension-brown et gène noir dominant

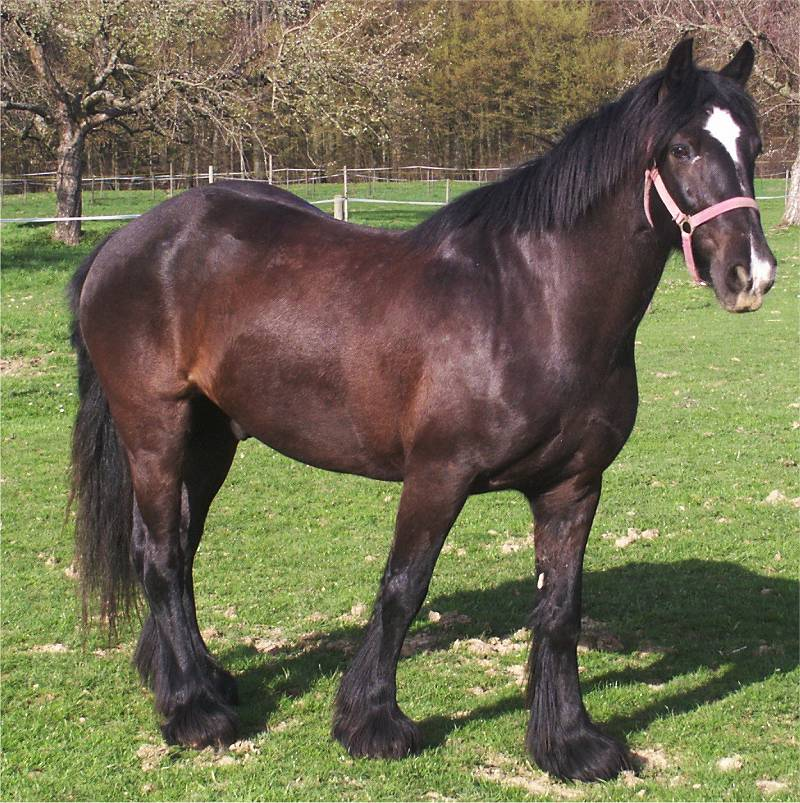
Ce cheval noir décoloré au soleil (a/a), peut être confondu avec un bai-brun ou un bai foncé.

L'allure de la robe noir pur du cheval attire les éleveurs depuis des siècles, ce qui entraîne la présence de plusieurs races à la robe noire comme le Frison. L'élevage des chevaux noirs rencontre deux problèmes : quelques robes noires s'estompent avec l'exposition à la lumière et la transpiration, et la reproduction entre deux chevaux « noirs » produit parfois des non noirs (typiquement, des alezans). Dans certains cas, les véritables chevaux noirs décolorés au soleil ont des robes plus claires que les chevaux bais foncés
Pour tenir compte de cela, W.E. Castle a postulé l'existence d'un troisième allèle du locus Extension : ED ou « noir dominant ». Sur la base de l'existence de telles conditions chez les autres animaux, Castle a suggéré que le gène dominant noir (ED) l'emporterait sur le modèle dominant de la robe Agouti (A) afin de produire des chevaux noirs ou presque noirs, qui pourraient avoir ensuite une descendance baie. L'implication est que la couleur de robe bai-brun, qui est souvent presque noire, pourrait être produite par cet allèle,.
De la même manière, D.P. Sponenberg a suggéré l'existence d'un allèle Extension-brown (EB), dominant sur le type sauvage E. Il a décrit un allèle responsable du fumé, ce qui permettrait de distinguer toutes les nuances de bai-brun de toutes les nuances de bai. Ces deux théories ont été oubliées après le séquençage de MC1R et de Extension, qui n'a pas montré de tels allèles.

### Traductions
1. ↑  « [the] mealy effect generally is lighter and more yellow than residual nonblack areas (which tend to be redder) on very sooty horses ».